# Микаил ибн Джагфар
Микаил ибн Джагфар (тат. Микаил ибн Җагфар, чув. Микуль ипăн Çаххар) — седьмой правитель Волжской Булгарии, сын эмира Алмуша.

## Биография
После Алмуша на престол сел его сын Микаил ибн Джагфар. В правление эмира Микаила в Булгарском государстве выпускали монеты.
После Микаила на престол сел Абдуллах ибн Микаил, внук Алмуша.